# Stephen Rodefer
Stephen Rodefer (Ohio, 1940) é um poeta e pintor norte americano. Desde 1995 vive em Paris. 
É um dos fundadores do movimento L=A=N=G=U=A=G=E de poesia e conviveu com muitos dos primeiros poetas beat, como Allen Ginsberg, Gregory Corso, Charles Olson e Robert Creeley.
Seus manuscritos e cartas foram comprados pela Universidade de Stanford e estão em exibição permanente.  

## Livros
Poesia
- 2008: Call it Thought: Selected Poems (Carcanet)
- 2000: Left Under a Cloud. (London: Alfred David Editions)
- 2000: Mon Canard: Six Poems (Figures)
- 1996: Answer to Dr Agathon (Cambridge: Poetical Histories)
- 1994: Erasers (Cambridge, UK : Equipage)
- 1992: Leaving (Cambridge, UK: Equipage)
- 1992: Double Imperative Landscapes: Daydreams of Frascati, with Chip Sullivan (Berkeley, CA: Sake Forebear)
- 1991: Passing Duration (Providence: Burning Deck)
- 1987: Emergency Measures (Great Barrington, MA: The Figures)
- 1984: Oriflamme Day, with Benjamin Friedlander (Oakland, CA: House of K)
- 1982: Four Lectures (Berkeley, CA : The Figures)
- 1981: Plane Debris (Berkeley, CA: Tuumba Press)
- 1978: The Bell Clerk’s Tears Keep Flowing (Berkeley, CA: The Figures)
- 1976: One or Two Love Poems from the White World (Placitas, NM: Duende)

Traduções
- 2008: Hölderlin, with Nick Walker (UK: Barque Editions)
- 2008: Baudelaire, Fever Flowers: les fleurs du val (UK: Barque Editions)
- 1994: Rilke I IV VI, with Geoff Ward and Ian Patterson (Cambridge, UK: Poetical Histories)
- 1991: 'Dante: Selections from the Inferno' in Passing Duration
- 1985: Orpheus [Rilke] (San Francisco: Tuscany Alley)
- 1985: Safety, translations from Sappho and the Greek Anthology (Berkeley, CA: Margery Cantor)
- 1976: Villon, by Jean Calais [pen name] (San Francisco: Pick Pocket Series)
- 1973: After Lucretius (University of Connecticut)

Crítica
- 2008: The Monkeys Donut: Essays in Post-Classical American Literature (London: Kollophon)
- 1988: The Library of Label (Toronto: Coach House)

## Revistas
- Revista Confraria Nº16.
- Jacket Magazine 15, December 2001. Andrea Brady reviews Left Under a Cloud by Stephen Rodefer
- The Gig 8: Review of Stephen Rodefer’s Mon Canard and Left Under a Cloud